# Lední hokej na Zimních olympijských hrách 2022 – soupiska muži
Mužského turnaje v ledním hokeji na Zimních olympijských hrách 2022 se zúčastnilo celkem 12 národních celků.

## Medailisté

### Soupiska finského týmu
- Na eliteprospects zde
- Hlavní trenér: Jukka Jalonen
- Asistenti: Mikko Manner, Ari-Pekka Selin

| Brankáři | Jussi Olkinuora     | Metallurg Magnitogorsk     |
|          | Harri Säteri        | HK Sibir Novosibirsk       |
|          | Frans Tuohimaa      | CHK Neftěchimik Nižněkamsk |
| Obránci  | Niklas Friman       | Jokerit (KHL)              |
|          | Petteri Lindbohm    | Jokerit (KHL)              |
|          | Juuso Hietanen      | HC Ambrì-Piotta            |
|          | Valtteri Kemiläinen | HK Viťaz Moskevská oblast  |
|          | Mikko Lehtonen      | SKA Petrohrad              |
|          | Ville Pokka         | Avangard Omsk              |
|          | Sami Vatanen        | Ženeva-Servette HC         |
|          | Atte Ohtamaa - A    | Oulun Kärpät               |
| Útočníci | Marko Anttila       | Jokerit (KHL)              |
|          | Hannes Björninen    | Jokerit (KHL)              |
|          | Iiro Pakarinen      | Jokerit (KHL)              |
|          | Teemu Hartikainen   | Salavat Julajev Ufa        |
|          | Markus Granlund     | Salavat Julajev Ufa        |
|          | Sakari Manninen     | Salavat Julajev Ufa        |
|          | Miro Aaltonen       | HK Viťaz Moskevská oblast  |
|          | Niko Ojamäki        | HK Viťaz Moskevská oblast  |
|          | Joonas Kemppainen   | SKA Petrohrad              |
|          | Leo Komarov - A     | SKA Petrohrad              |
|          | Saku Mäenalanen     | Oulun Kärpät               |
|          | Valtteri Filppula - | Ženeva-Servette HC         |
|          | Harri Pesonen       | SCL Tigers                 |
|          | Toni Rajala         | EHC Biel                   |

### Soupiska týmu sportovců Ruského olympijského výboru
- Na eliteprospects zde
- Hlavní trenér: Alexej Žamnov
- Asistenti: Sergej Fjodorov, Sergej Gončar, Alexej Kudašov

| Brankáři | Timur Biljalov      | Ak Bars Kazaň          |
|          | Ivan Fedotov        | CSKA Moskva            |
|          | Alexandr Samonov    | SKA Petrohrad          |
| Obránci  | Arťom Minulin       | Metallurg Magnitogorsk |
|          | Jegor Jakovlev - A  | Metallurg Magnitogorsk |
|          | Alexandr Jelesin    | Lokomotiv Jaroslavl    |
|          | Damir Šaripzjanov   | Avangard Omsk          |
|          | Dmitrij Višněvskij  | HK Spartak Moskva      |
|          | Nikita Něstěrov     | CSKA Moskva            |
|          | Sergej Tělegin      | Traktor Čeljabinsk     |
|          | Vjačeslav Vojnov    | HK Dynamo Moskva       |
| Útočníci | Sergej Andronov - A | CSKA Moskva            |
|          | Michail Grigorenko  | CSKA Moskva            |
|          | Pavel Karnauchov    | CSKA Moskva            |
|          | Sergej Plotnikov    | CSKA Moskva            |
|          | Anton Slepyšev      | CSKA Moskva            |
|          | Nikita Gusev        | SKA Petrohrad          |
|          | Kirill Marčenko     | SKA Petrohrad          |
|          | Arťom Anisimov      | Lokomotiv Jaroslavl    |
|          | Artur Kajumov       | Lokomotiv Jaroslavl    |
|          | Arsenij Gricjuk     | Avangard Omsk          |
|          | Kirill Semjonov     | Avangard Omsk          |
|          | Andrej Čibisov      | Metallurg Magnitogorsk |
|          | Vadim Šipačov -     | HK Dynamo Moskva       |
|          | Dmitrij Voronkov    | Ak Bars Kazaň          |

### Soupiska slovenského týmu
- Na eliteprospects zde
- Hlavní trenér: Craig Ramsay
- Asistenti: Ján Pardavý, Andrej Podkonický

| Brankáři | Patrik Rybár       | HK Dinamo Minsk (KHL)      |
|          | Branislav Konrád   | HC Olomouc                 |
|          | Matej Tomek        | HC Kometa Brno             |
| Obránci  | Marek Ďaloga       | HC Kometa Brno             |
|          | Martin Marinčin    | HC Oceláři Třinec          |
|          | Peter Čerešňák - A | HC Škoda Plzeň             |
|          | Mislav Rosandić    | Bílí Tygři Liberec         |
|          | Michal Čajkovský   | HK Sibir Novosibirsk       |
|          | Martin Gernát      | Lausanne HC                |
|          | Samuel Kňažko      | Seattle Thunderbirds (WHL) |
|          | Šimon Nemec        | HK Nitra                   |
| Útočníci | Marko Daňo         | HC Oceláři Třinec          |
|          | Miloš Roman        | HC Oceláři Třinec          |
|          | Libor Hudáček      | HK Dinamo Minsk (KHL)      |
|          | Miloš Kelemen      | BK Mladá Boleslav          |
|          | Michal Krištof     | HC Kometa Brno             |
|          | Juraj Slafkovský   | TPS Turku                  |
|          | Tomáš Jurčo        | Barys Astana (KHL)         |
|          | Peter Cehlárik - A | Avangard Omsk              |
|          | Marek Hrivík -     | Torpedo Nižnij Novgorod    |
|          | Kristián Pospíšil  | HC Davos                   |
|          | Samuel Takáč       | HC Slovan Bratislava       |
|          | Pavol Regenda      | HK Dukla Ingema Michalovce |
|          | Adrián Holešinský  | HK Nitra                   |
|          | Peter Zuzin        | HKM Zvolen                 |

## Soupiska švédského týmu
- Na eliteprospects zde
- Hlavní trenér: Johan Garpenlöv
- Asistenti: Markus Åkerblom, Marcus Ragnarsson

| Brankáři | Magnus Hellberg      | HK Soči                   |
|          | Lars Johansson       | SKA Petrohrad             |
|          | Adam Reideborn       | CSKA Moskva               |
| Obránci  | Erik Gustafsson      | Luleå HF                  |
|          | Jonathan Pudas       | Skellefteå AIK            |
|          | Lukas Bengtsson      | HK Dinamo Minsk (KHL)     |
|          | Emil Djuse           | SC Rapperswil-Jona Lakers |
|          | Oscar Fantenberg     | SKA Petrohrad             |
|          | Christian Folin      | Frölunda HC               |
|          | Linus Hultström      | Metallurg Magnitogorsk    |
|          | Henrik Tömmernes - A | Ženeva-Servette HC        |
| Útočníci | Jacob de la Rose     | Färjestad BK              |
|          | Linus Johansson      | Färjestad BK              |
|          | Gustav Rydahl        | Färjestad BK              |
|          | Carl Klingberg       | EV Zug                    |
|          | Anton Lander -       | EV Zug                    |
|          | Joakim Nordström     | CSKA Moskva               |
|          | Lucas Wallmark       | CSKA Moskva               |
|          | Dennis Everberg      | Rögle BK                  |
|          | Max Friberg          | Frölunda HC               |
|          | Pontus Holmberg      | Växjö Lakers HC           |
|          | Fredrik Olofsson     | IK Oskarshamn             |
|          | Daniel Brodin        | Fribourg-Gottéron         |
|          | Mathias Bromé        | HC Davos                  |
|          | Marcus Krüger - A    | ZSC Lions                 |

## Soupiska amerického týmu
- Na eliteprospects zde
- Hlavní trenér: David Quinn
- Asistenti trenéra: Mike Hastings, Brett Larson, Scott Young

| Brankáři | Drew Commesso      | Boston University (NCAA)              |
|          | Strauss Mann       | Skellefteå AIK                        |
|          | Pat Nagle          | Lehigh Valley Phantoms (AHL)          |
| Obránci  | Brian Cooper       | IK Oskarshamn                         |
|          | Brock Faber        | University of Minnesota (NCAA)        |
|          | Drew Helleson      | Boston College (NCAA)                 |
|          | Steven Kampfer - A | Ak Bars Kazaň                         |
|          | Aaron Ness         | Providence Bruins (AHL)               |
|          | Nick Perbix        | St. Cloud State University (NCAA)     |
|          | Jake Sanderson     | University of North Dakota (NCAA)     |
|          | David Warsofsky    | ERC Ingolstadt                        |
| Útočníci | Nick Abruzzese     | Harvard University (NCAA)             |
|          | Ken Agostino       | Torpedo Nižnij Novgorod               |
|          | Andy Miele -       | Torpedo Nižnij Novgorod               |
|          | Matty Beniers      | University of Michigan (NCAA)         |
|          | Brendan Brisson    | University of Michigan (NCAA)         |
|          | Noah Cates - A     | University of Minnesota-Duluth (NCAA) |
|          | Sean Farrell       | Harvard University (NCAA)             |
|          | Sam Hentges        | St. Cloud State University (NCAA)     |
|          | Matthew Knies      | University of Minnesota (NCAA)        |
|          | Ben Meyers         | University of Minnesota (NCAA)        |
|          | Marc McLaughlin    | Boston College (NCAA)                 |
|          | Brian O'Neill      | Jokerit (KHL)                         |
|          | Nick Shore         | HK Sibir Novosibirsk                  |
|          | Nathan Smith       | Minnesota State University (NCAA)     |

## Soupiska kanadského týmu
- Na eliteprospects zde
- Trenéři: Claude Julien
- Asistenti: Nolan Baumgartner, Jeremy Colliton, Tyler Dietrich

| Brankáři | Devon Levi           | Northeastern University (NCAA) |
|          | Edward Pasquale      | Lokomotiv Jaroslavl            |
|          | Matthew Tomkins      | Frölunda HC                    |
| Obránci  | Mark Barberio        | Ak Bars Kazaň                  |
|          | Jason Demers         | Ak Bars Kazaň                  |
|          | Brandon Gormley      | Lokomotiv Jaroslavl            |
|          | Alex Grant           | Jokerit (KHL)                  |
|          | Maxim Noreau - A     | ZSC Lions                      |
|          | Owen Power           | University of Michigan (NCAA)  |
|          | Mat Robinson         | SKA Petrohrad                  |
|          | Tyler Wotherspoon    | Utica Comets (AHL)             |
| Útočníci | David Desharnais - A | Fribourg-Gottéron              |
|          | Daniel Carr          | HC Lugano                      |
|          | Adam Cracknell       | Bakersfield Condors (AHL)      |
|          | Landon Ferraro       | Kölner Haie                    |
|          | Josh Ho-Sang         | Toronto Marlies (AHL)          |
|          | Corban Knight        | Avangard Omsk                  |
|          | Jack McBain          | Boston College (NCAA)          |
|          | Mason McTavish       | Hamilton Bulldogs (OHL)        |
|          | Eric O'Dell          | HK Dynamo Moskva               |
|          | Ben Street           | EHC Red Bull München           |
|          | Eric Staal -         | Iowa Wild (AHL)                |
|          | Adam Tambellini      | Rögle BK                       |
|          | Jordan Weal          | Ak Bars Kazaň                  |
|          | Daniel Winnik        | Ženeva-Servette HC             |

## Soupiska dánského týmu
- Na eliteprospects zde
- Hlavní trenér: Heinz Ehlers
- Asistenti: Andreas Lilja, Jens Nielsen, Lasse Thomsen

| Brankáři | Patrick Galbraith      | SønderjyskE Ishockey                 |
|          | Sebastian Dahm         | EC KAC                               |
|          | Frederik Dichow        | Kristianstads IK (HockeyAllsvenskan) |
| Obránci  | Matias Lassen          | Malmö Redhawks                       |
|          | Markus Lauridsen       | Malmö Redhawks                       |
|          | Oliver Lauridsen       | Malmö Redhawks                       |
|          | Phillip Bruggisser     | Fischtown Pinguins Bremerhaven       |
|          | Jesper Jensen Aabo - A | Krefeld Pinguine                     |
|          | Nicholas B. Jensen     | Eisbären Berlín                      |
|          | Emil Kristensen        | HC Pustertal (ICEHL)                 |
|          | Oliver Larsen          | Mikkelin Jukurit                     |
| Útočníci | Matthias Asperup       | Herlev Eagles                        |
|          | Mathias Bau Hansen     | Herning Blue Fox                     |
|          | Julian Jakobsen        | Aalborg Pirates                      |
|          | Jesper Jensen          | Frederikshavn White Hawks            |
|          | Morten Poulsen         | Herning Blue Fox                     |
|          | Mikkel Bødker          | HC Lugano                            |
|          | Nicklas Jensen         | Jokerit (KHL)                        |
|          | Morten Madsen          | Timrå IK                             |
|          | Nicolai Meyer          | Vienna Capitals                      |
|          | Frans Nielsen - A      | Eisbären Berlín                      |
|          | Nick Olesen            | Brynäs IF                            |
|          | Peter Regin -          | HC Ambrì-Piotta                      |
|          | Patrick Russell        | Linköpings HC                        |
|          | Frederik Storm         | ERC Ingolstadt                       |

## Soupiska švýcarského týmu
- Na eliteprospects zde
- Hlavní trenér: Patrick Fischer
- Asistenti: Tommy Albelin, Benoit Pont, Christian Wohlwend

| Brankáři | Reto Berra             | Fribourg-Gottéron  |
|          | Leonardo Genoni        | EV Zug             |
|          | Joren van Pottelberghe | EHC Biel           |
| Obránci  | Santeri Alatalo        | HC Lugano          |
|          | Romain Loeffel         | HC Lugano          |
|          | Mirco Müller           | HC Lugano          |
|          | Christian Marti        | ZSC Lions          |
|          | Yannick Weber          | ZSC Lions          |
|          | Raphael Diaz -         | Fribourg-Gottéron  |
|          | Michael Fora           | HC Ambrì-Piotta    |
|          | Ramon Untersander - A  | SC Bern            |
| Útočníci | Fabrice Herzog         | EV Zug             |
|          | Grégory Hofmann        | EV Zug             |
|          | Sven Senteler          | EV Zug             |
|          | Dario Simion           | EV Zug             |
|          | Sven Andrighetto       | ZSC Lions          |
|          | Denis Hollenstein      | ZSC Lions          |
|          | Denis Malgin           | ZSC Lions          |
|          | Andres Ambühl          | HC Davos           |
|          | Enzo Corvi             | HC Davos           |
|          | Christoph Bertschy     | Lausanne HC        |
|          | Gaëtan Haas            | EHC Biel           |
|          | Simon Moser - A        | SC Bern            |
|          | Killian Mottet         | Fribourg-Gottéron  |
|          | Joël Vermin            | Ženeva-Servette HC |

## Soupiska českého týmu
- Na eliteprospects zde
- Hlavní trenér: Filip Pešán
- Asistenti: Jaroslav Špaček, Martin Straka

| Brankáři | Šimon Hrubec      | Avangard Omsk              |
|          | Roman Will        | Traktor Čeljabinsk         |
|          | Patrik Bartošák   | Amur Chabarovsk            |
| Obránci  | Ronald Knot       | CHK Neftěchimik Nižněkamsk |
|          | David Sklenička   | Jokerit (KHL)              |
|          | Lukáš Klok        | CHK Neftěchimik Nižněkamsk |
|          | Jakub Jeřábek - A | HK Spartak Moskva          |
|          | Vojtěch Mozík     | Admiral Vladivostok        |
|          | Tomáš Kundrátek   | HC Oceláři Třinec          |
|          | Libor Šulák       | Admiral Vladivostok        |
|          | David Musil       | HC Oceláři Třinec          |
| Útočníci | Roman Červenka -  | SC Rapperswil-Jona Lakers  |
|          | Jiří Smejkal      | Pelicans                   |
|          | Vladimír Sobotka  | HC Sparta Praha            |
|          | Hynek Zohorna     | Amur Chabarovsk            |
|          | Radan Lenc        | Amur Chabarovsk            |
|          | Michal Řepík      | HC Sparta Praha            |
|          | Tomáš Hyka        | Traktor Čeljabinsk         |
|          | Jan Kovář         | EV Zug                     |
|          | Matěj Stránský    | HC Davos                   |
|          | Lukáš Sedlák      | Traktor Čeljabinsk         |
|          | David Krejčí - A  | HC Olomouc                 |
|          | Michael Špaček    | Frölunda HC                |
|          | Michael Frolík    | Lausanne HC                |
|          | Tomáš Zohorna     | IK Oskarshamn              |

## Soupiska německého týmu
- Na eliteprospects zde
- Hlavní trenér: Toni Söderholm
- Asistenti: Tobias Abstreiter, Cory Murphy

| Brankáři | Danny aus den Birken | EHC Red Bull München |
|          | Felix Brückmann      | Adler Mannheim       |
|          | Mathias Niederberger | Eisbären Berlín      |
| Obránci  | Konrad Abeltshauser  | EHC Red Bull München |
|          | Dominik Bittner      | Grizzlys Wolfsburg   |
|          | Marcel Brandt        | Straubing Tigers     |
|          | Korbinian Holzer - A | Adler Mannheim       |
|          | Jonas Müller         | Eisbären Berlín      |
|          | Moritz Müller -      | Kölner Haie          |
|          | Marco Nowak          | Düsseldorfer EG      |
|          | Fabio Wagner         | ERC Ingolstadt       |
| Útočníci | Lean Bergmann        | Adler Mannheim       |
|          | Nicolas Krämmer      | Adler Mannheim       |
|          | Matthias Plachta     | Adler Mannheim       |
|          | David Wolf           | Adler Mannheim       |
|          | Yasin Ehliz          | EHC Red Bull München |
|          | Patrick Hager - A    | EHC Red Bull München |
|          | Frederik Tiffels     | EHC Red Bull München |
|          | Tom Kühnhackl        | Skellefteå AIK       |
|          | Stefan Loibl         | Skellefteå AIK       |
|          | Marcel Noebels       | Eisbären Berlín      |
|          | Leonhard Pföderl     | Eisbären Berlín      |
|          | Daniel Pietta        | ERC Ingolstadt       |
|          | Dominik Kahun        | SC Bern              |
|          | Tobias Rieder        | Växjö Lakers HC      |

## Soupiska lotyšského týmu
- Na eliteprospects zde
- Hlavní trenér: Harijs Vītoliņš
- Asistenti: Artis Ābols, Viktors Ignatjevs

| Brankáři | Kristers Gudlevskis  | Brynäs IF            |
|          | Janis Kalninš        | Växjö Lakers HC      |
|          | Ivars Punnenovs      | SCL Tigers           |
| Obránci  | Oskars Cibuļskis - A | Dinamo Riga (KHL)    |
|          | Karlis Čukste        | Dinamo Riga (KHL)    |
|          | Ralfs Freibergs      | Dinamo Riga (KHL)    |
|          | Patriks Ozols        | Dinamo Riga (KHL)    |
|          | Kristaps Zile        | Dinamo Riga (KHL)    |
|          | Uvis Janis Balinskis | HC Verva Litvínov    |
|          | Janis Jaks           | HK Soči              |
|          | Artūrs Kulda         | Krefeld Pinguine     |
| Útočníci | Lauris Darzinš -     | Dinamo Riga (KHL)    |
|          | Nikolajs Jelisejevs  | Dinamo Riga (KHL)    |
|          | Martinš Karsums      | Dinamo Riga (KHL)    |
|          | Rihards Bukarts      | Admiral Vladivostok  |
|          | Miks Indrašis        | Admiral Vladivostok  |
|          | Rodrigo Ābols - A    | Örebro HK            |
|          | Oskars Batna         | Mikkelin Jukurit     |
|          | Kaspars Daugavinš    | SC Bern              |
|          | Martinš Dzierkals    | HC Škoda Plzeň       |
|          | Andris Džeriņš       | EHC Black Wings Linz |
|          | Renars Krastenbergs  | EC VSV               |
|          | Ronalds Keninš       | Lausanne HC          |
|          | Deniss Smirnovs      | Ženeva-Servette HC   |
|          | Toms Andersons       | HC La Chaux-de-Fonds |

## Soupiska čínského týmu
- Na eliteprospects zde
- Hlavní trenér: Ivano Zanatta
- Asistenti: Clayton Beddoes, Jari Kaarela, Alexej Kovaljov

| Brankáři | Pcheng-fej Chan | HC Rudá hvězda Kunlun (KHL) |
|          | Paris O'Brien   | HC Rudá hvězda Kunlun (KHL) |
|          | Jeremy Smith    | HC Rudá hvězda Kunlun (KHL) |
| Obránci  | C'-meng Čchen   | HC Rudá hvězda Kunlun (KHL) |
|          | Pcheng-fej Čang | HC Rudá hvězda Kunlun (KHL) |
|          | Jake Chelios    | HC Rudá hvězda Kunlun (KHL) |
|          | Jason Fram      | HC Rudá hvězda Kunlun (KHL) |
|          | Denis Osipov    | HC Rudá hvězda Kunlun (KHL) |
|          | Ty Schultz - A  | HC Rudá hvězda Kunlun (KHL) |
|          | Ryan Sproul     | HC Rudá hvězda Kunlun (KHL) |
|          | Zach Yuen       | HC Rudá hvězda Kunlun (KHL) |
| Útočníci | Žuej-nan Jen    | HC Rudá hvězda Kunlun (KHL) |
|          | Ce-sen Čang     | HC Rudá hvězda Kunlun (KHL) |
|          | Parker Foo      | HC Rudá hvězda Kunlun (KHL) |
|          | Spencer Foo - A | HC Rudá hvězda Kunlun (KHL) |
|          | Ťia-ning Kuo    | HC Rudá hvězda Kunlun (KHL) |
|          | Cory Kane       | HC Rudá hvězda Kunlun (KHL) |
|          | Žu-ti Jing      | HC Rudá hvězda Kunlun (KHL) |
|          | Luke Lockhart   | HC Rudá hvězda Kunlun (KHL) |
|          | Sü-tung Siang   | HC Rudá hvězda Kunlun (KHL) |
|          | Juncheng Yan    | HC Rudá hvězda Kunlun (KHL) |
|          | Ethan Werek     | HC Rudá hvězda Kunlun (KHL) |
|          | Tyler Wong      | HC Rudá hvězda Kunlun (KHL) |
|          | Brandon Yip -   | HC Rudá hvězda Kunlun (KHL) |
|          | Peter Zhong     | HC Rudá hvězda Kunlun (KHL) |